# Castor american
Castorul american este o specie de castor care își are habitatul în Canada, SUA și nordul Mexicului. Are denumirea științifică Castor canadensis.

## Mod de viață

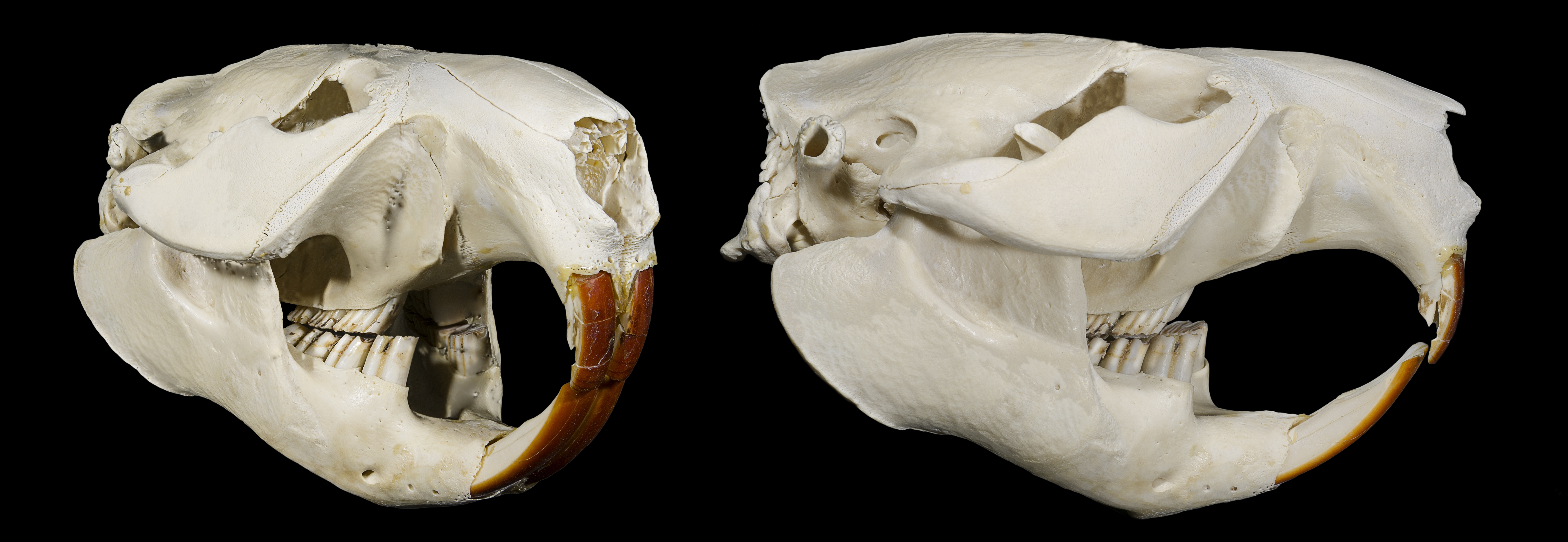
Craniu

Ca și omul, castorul își modifică considerabil și își adaptează mediul vital propriilor necesități. Trăiește în păduri virgine, în ape curgătoare care nu îngheață iarna. Preferă pădurile de foioase, în care apar: salcia, plopul, salcâmul și arțarul.
Poate doborî copaci de dimensiuni incredibile cu ajutorul incisivilor.
Își construiește baraje pe cursul apelor repezi, din crengi, mâl, pietre și bețe, perpendicular pe curenții de apă.
În acest fel, zona din spatele barajului va ajunge sub apă, formându-se astfel o mlaștină ce va fi luată în stăpânire de plante acvatice, insecte, păsări și pești. Castorul Canadian își construiește cetatea în lacul de acumulare astfel format, în timp ce Castorul European își construiește rețeaua de galerii pe mal.
În habitatul astfel creat, castorul își sapă canale în mâl cu ajutorul membrelor anterioare, pentru a ajunge mai usor la sursele de hrană. Prin aceste canale, își transportă copacii doborâți și își cară crengile la noile locuri de construcție a barajelor.
Ca și celelalte rozătoare, castorii comunică prin intermediul mirosului.
Pe suprafața întregului teritoriu acesta percepe mirosul secreției glandulare cremoase, pe care castorul o întinde pe pietre și pe mâl.

## Alimentație
Principalul sortiment de hrană al castorilor este scoarța copacilor, pe care o smulg cu ajutorul incisivilor puternici.
Acumularea rezervelor pentru iarnă îi consumă castorului mult timp toamna, perioadă în care se ocupă și mai mult cu "producția" și mărunțirea lemnului. Castorii transportă lemnul mărunțit până în apropierea cetății prin canale și îl depozitează nu departe de intrare, sub apă.
Castorii nu hibernează, dar pe perioada iernii, mai ales în zonele nordice ale ariei de răspândire, părăsesc cetatea doar dacă vor să se ospăteze din rezervele de hrană. Vara, castorul consumă mai ales plante acvatice, ciulini și ierburi de câmp, dar și frunze, crengi, semințe și rădăcini.

## Reproducere
Castorii trăiesc în familii numeroase, alcătuite din părinți, puii din anul respectiv și tineretul din generația anterioară.
Animalele tinere părăsesc de regulă cuibul la vârsta de doi ani, iar după o migrare de cel puțin douăzeci de kilometri, își găsesc teritorii și partenere.
Relația de cuplu a castorilor este puternică. Perioada de împerechere este iarna.
Puii se nasc primăvara târziu, într-una din camerele cetății. Puii au blană și la doar câteva ore după naștere, știu să înoate. Nu pot părăsi însă cetatea, deoarece forța cu care apa îi împinge înapoi este mult prea mare și nu pot astfel ajunge la ieșire.
Femela își alăptează puii timp de șase săptămâni; ulterior toată familia se îngrijește de hrănirea urmașilor.

## Caracteristici
- Dimensiuni corporale
- Lungimea corpului: 60–90 cm
- Lungimea cozii: 25–40 cm
- Talia: 16–18 cm
- Greutatea corporală: 11–30 kg

- Reproducere
  - Maturitatea sexuală: la 3 ani
  - Perioada de împerechere: primăvara
  - Durata gestației: 105 zile
  - Numărul puilor: castorul canadian până la 8, cel european 1-5.

- Mod de viață
  - Comportament: este un animal acvatic, sociabil, activ mai ales noaptea; construiește diguri mari
  - Hrana: mai ales scoarța copacilor
  - Durata vieții: 15-21 de ani.

## Specii înrudite
În cadrul genului Castor există doar două specii: castorul canadian si cel european(C. fiber).